# Den ideale Model
Den ideale Model er en amerikansk stumfilm fra 1916 af Rae Berger.

## Medvirkende
- Audrey Munson som Virtue.
- Nigel De Brulier som Thorton Darcy.
- Alfred Hollingsworth som Claude Lamarque.
- William A. Carroll som Luston Black.
- Eugenie Forde som Judith Lure.